# Fabiano Pereira
Fabiano Pereira da Costa (ur. 6 kwietnia 1978 w Marílii) – brazylijski piłkarz, występujący na pozycji ofensywnego pomocnika.
Jest zięciem Vanderleia Luxemburgo, piłkarza i trenera piłkarskiego.

## Kariera klubowa
Fabiano rozpoczął piłkarską karierę w São Paulo FC w 1994 roku. Z São Paulo FC dwukrotnie zdobył mistrzostwo stanu São Paulo – Campeonato Paulista w 1998 i 2000 oraz Torneio Rio-São Paulo w 2001 roku. W 2001 roku przeszedł do Portuguesy São Paulo. W 2002 roku występował w SC Internacional, z którym zdobył mistrzostwo stanu Rio Grande do Sul – Campeonato Gaúcho. W 2003 roku występował w Santosie FC, z którego przeszedł do hiszpańskiego Albacete Balompié.
W 2004 wyjechał do Meksyku i grał w tamtejszych klubach Necaxie i Puebli do 2009 roku. W 2009 roku powrócił do Brazylii do Clube Atlético Mineiro, z którego szybko został wypożyczony do Sportu Recife. Po powrocie z wypożyczenia ponownie jest zawodnikiem Atlético Mineiro. Z Atlético Mineiro zdobył mistrzostwo stanu Minas Gerais – Campeonato Mineiro w 2010 roku.

## Kariera reprezentacyjna
Fabiano ma za sobą powołania do olimpijskiej reprezentacji Brazylii. W 2000 roku wystąpił w eliminacjach Igrzysk Olimpijskich w Sydney. W Igrzyskach w Australii wystąpił we wszystkich czterech meczach ze Słowacją, RPA, Japonią i Kamerunem. W reprezentacji olimpijskiej wystąpił 16 razy i strzelił 2 bramki.